# Cyanomitra
A Cyanomitra a madarak osztályának a verébalakúak (Passeriformes) rendjébe, ezen belül a nektármadárfélék (Nectariniidae) családjába tartozó nem.
Egyes rendszerezések a Nectarinia nembe sorolják az ide tartozó fajokat is.

## Rendszerezés
A nembe az alábbi 7 faj tartozik:
- zöldfejű nektármadár (Cyanomitra verticalis vagy Nectarinia verticalis)
- Bannerman-nektármadár (Cyanomitra bannermani vagy Nectarinia bannermani)
- kékhátú nektármadár (Cyanomitra cyanolaema vagy Nectarinia cyanolaema)
- kameruni nektármadár (Cyanomitra oritis vagy Nectarinia oritis)
- ruwenzori nektármadár (Cyanomitra alinae vagy Nectarinia alinae)
- olajzöld nektármadár (Cyanomitra olivacea vagy Nectarinia olivacea)
- szürke nektármadár (Cyanomitra veroxii vagy Nectarinia veroxii)